# Gerhard Hirschfelder
Gerhard Hirschfelder (Glatz, 17 febbraio 1907 – Dachau, 1º agosto 1942) è stato un presbitero tedesco, beatificato nel 2010 da papa Benedetto XVI.

## Biografia
Nato in Slesia, studiò teologia a Breslavia e fu ordinato sacerdote il 31 gennaio 1932; fu dapprima cappellano a Czermna (l'attuale Tscherbeney) e dal 1939 fu cappellano maggiore a Habelschwerdt (oggi Bystrzyca Kłodzka, in Polonia). Fu anche responsabile della pastorale giovanile della diocesi.
Per aver denunciato le violenze del regime nazista, nel 1941 fu arrestato dalla Gestapo e rinchiuso nella prigione di Glatz: fu poi trasferito nel campo di concentramento di Dachau, dove morì poco dopo per la denutrizione e di polmonite.

## Il culto
Il decreto sul martirio di Gerhard Hirschfelder è stato promulgato il 27 marzo 2010.
È stato proclamato beato il 19 settembre 2010 nel corso di una cerimonia celebrata nella cattedrale di Sankt Paulus a Münster e presieduta dal cardinale Joachim Meisner, arcivescovo di Colonia, in rappresentanza di papa Benedetto XVI.